# 大三輪村
大三輪村（おおみわむら）は、福岡県朝倉郡にあった村。現在の朝倉郡筑前町の一部。

## 地理
筑後川支流、小石原川の中流右岸に位置していた。

## 歴史

### 沿革
- 1889年（明治22年）4月1日 - 町村制の施行により、夜須郡大塚村、弥永村、依井村、野町村、久光村、高田村が合併して村制施行し、大三輪村が発足[1][2]。
- 1896年（明治29年）4月1日 - 郡の統合により朝倉郡に所属[1][3]。
- 1908年（明治41年）9月1日 - 朝倉郡栗田村と合併し、三輪村を新設して廃止された[1][2]

### 地名の由来
弥永にある郷社（現大己貴神社）の名称による。

## 産業
野菜、果樹を主とした農業。